# Challenger Cup féminine de volley-ball 2024
Navigation
2023
La Challenger cup féminine de volley-ball 2024 est la 5e édition de la Challenger Cup féminine de volley-ball, compétition organisée par la FIVB se déroulant à Manille (Philippines) du 4 au 7 juillet 2024.
Il s'agit de la dernière édition de la Challenger Cup avant sa disparition en 2025 dans le cadre de la mise en place du nouveau format de la Ligue des nations de volley-ball.
La Tchéquie remporte ce tournoi en battant Porto Rico en finale et se qualifie pour la Ligue des nations 2025. Le Viêt Nam bat la Belgique dans le match pour la 3e place, mais la Belgique gagne tout de même le droit de participer à la Ligue des nations 2025 grâce à son classement FIVB plus élevé.
Cette édition marque la première apparition dans cette compétition des Philippines, le pays hôte.

## Qualification
Un total de huit équipes représentant les cinq confédérations de la FIVB se qualifient pour le tournoi,.
| Pays        | Confederation | Qualifié en tant que                   | Qualifié le  | Apparitions précédentes | Apparitions précédentes | Apparitions précédentes | Meilleure performance   |
| Pays        | Confederation | Qualifié en tant que                   | Qualifié le  | Total                   | Première                | Dernière                | Meilleure performance   |
| ----------- | ------------- | -------------------------------------- | ------------ | ----------------------- | ----------------------- | ----------------------- | ----------------------- |
| Viêt Nam    | AVC           | Vainqueure AVC Challenge Cup 2024      | 31 mai 2024  | 1                       | 2023                    | 2023                    | 8e place (2023)         |
| Philippines | AVC           | Pays hôte                              | 8 mai 2024   | 0                       | Aucune participation    | Aucune participation    | Aucune participation    |
| Kenya       | CAVB          | 1re au classement CAVB                 |              | 1                       | 2023                    | 2023                    | 6e place (2023)         |
| Porto Rico  | NORCECA       | Vainqueure NORCECA Challenge Cup 2023  | 11 juin 2023 | 2                       | 2018                    | 2022                    | 3e place (2018 et 2022) |
| Argentine   | CSV           | 1re au classement CSV                  |              | 1                       | 2019                    | 2019                    | 3e place (2019)         |
| Suède       | CEV           | Vainqueure de la Ligue européenne 2024 | 15 juin 2024 | 1                       | 2023                    | 2023                    | 2e place (2023)         |
| Tchéquie    | CEV           | Finaliste de la Ligue européenne 2024  | 15 juin 2024 | 2                       | 2019                    | 2022                    | 2e place (2023)         |
| Belgique    | CEV           | Classement FIVB                        | 17 juin 2024 | 1                       | 2022                    | 2022                    | 2e place (2022)         |

## Format
Le tournoi se déroule en matchs à élimination directe (quarts de finale, demi-finales et finale). Le pays hôte (Philippines) est désigné tête de série, et les autres participants sont classés de 2 à 7 en fonction de leur rang au classement mondial FIVB au 17 juin 2024. Les quarts de finale opposent les équipes comme suit : la tête de série 1 contre l'équipe classée 8, l'équipe 2 contre l'équipe 7, l'équipe 3 contre l'équipe 6 et l'équipe 4 contre l'équipe 5.
Le classement FIVB de chaque équipe apparaît entre parenthèses.
| Match             | Têtes de série (rang FIVB) | Non-têtes de série (rang FIVB) |
| ----------------- | -------------------------- | ------------------------------ |
| Quart de finale 1 | Philippines (hôte)         | Viêt Nam (34)                  |
| Quart de finale 2 | Belgique (13)              | Suède (24)                     |
| Quart de finale 3 | Porto Rico (15)            | Kenya (20)                     |
| Quart de finale 4 | Tchéquie (16)              | Argentine (17)                 |

## Lieu
| Tous les matchs        |
| ---------------------- |
| Manille, Philippines   |
| Ninoy Aquino Stadium   |
| Capacité: 6 000 places |
|                        |

## Effectifs
(en) Effectifs des équipes de la Challenger Cup féminine de volley-ball 2024

## Phase finale
- Fuseau horaire : UTC+08:00

|  | Quarts de finale  | Quarts de finale  |                   |                   | Demi-finales           | Demi-finales           |   |  | Finale            | Finale            |
|  | Quarts de finale  | Quarts de finale  |                   |                   | Demi-finales           | Demi-finales           |   |  | Finale            | Finale            |
|  |                   |                   |                   |                   |                        |                        |   |  |                   |                   |
|  | 5 juillet à 18h30 | 5 juillet à 18h30 |                   |                   | 6 juillet à 18h30      | 6 juillet à 18h30      |   |  | 7 juillet à 18:30 | 7 juillet à 18:30 |
|  | 5 juillet à 18h30 | 5 juillet à 18h30 |                   |                   | 6 juillet à 18h30      | 6 juillet à 18h30      |   |  | 7 juillet à 18:30 | 7 juillet à 18:30 |
|  | Philippines       | 0                 |                   |                   | 6 juillet à 18h30      | 6 juillet à 18h30      |   |  | 7 juillet à 18:30 | 7 juillet à 18:30 |
|  | Philippines       | 0                 |                   |                   | 6 juillet à 18h30      | 6 juillet à 18h30      |   |  | 7 juillet à 18:30 | 7 juillet à 18:30 |
|  | Viêt Nam          | 3                 |                   |                   | 6 juillet à 18h30      | 6 juillet à 18h30      |   |  | 7 juillet à 18:30 | 7 juillet à 18:30 |
|  | Viêt Nam          | 3                 | Viêt Nam          | 0                 |                        |                        |   |  | 7 juillet à 18:30 | 7 juillet à 18:30 |
|  | 5 juillet à 15h00 |                   | Viêt Nam          | 0                 |                        |                        |   |  | 7 juillet à 18:30 | 7 juillet à 18:30 |
|  |                   | Tchéquie          | 3                 |                   |                        |                        |   |  | 7 juillet à 18:30 | 7 juillet à 18:30 |
|  | Tchéquie          | Tchéquie          | 3                 | 3                 |                        |                        |   |  | 7 juillet à 18:30 | 7 juillet à 18:30 |
|  | Tchéquie          |                   |                   | 3                 |                        |                        |   |  | 7 juillet à 18:30 | 7 juillet à 18:30 |
|  | Argentine         | 0                 |                   |                   |                        |                        |   |  | 7 juillet à 18:30 | 7 juillet à 18:30 |
|  | Argentine         | 0                 | Tchéquie          | 3                 |                        |                        |   |  |                   |                   |
|  | 4 juillet à 18h30 |                   | Tchéquie          | 3                 |                        |                        |   |  |                   |                   |
|  |                   | Porto Rico        | 1                 |                   |                        |                        |   |  |                   |                   |
|  | Belgique          | Porto Rico        | 1                 | 3                 |                        |                        |   |  |                   |                   |
|  | Belgique          | 6 juillet à 15h00 |                   | 3                 |                        |                        |   |  |                   |                   |
|  | Suède             | 0                 |                   |                   |                        |                        |   |  |                   |                   |
|  | Suède             | 0                 | Belgique          | 0                 |                        |                        |   |  |                   |                   |
|  | 4 juillet à 15h00 | 4 juillet à 15h00 | Belgique          | 0                 | Match pour la 3e place | Match pour la 3e place |   |  |                   |                   |
|  | 4 juillet à 15h00 | 4 juillet à 15h00 |                   | Porto Rico        | Match pour la 3e place | Match pour la 3e place | 3 |  |                   |                   |
|  | Porto Rico        | 3                 | 7 juillet à 15h00 | 7 juillet à 15h00 |                        |                        | 3 |  |                   |                   |
|  | Porto Rico        | 3                 | 7 juillet à 15h00 | 7 juillet à 15h00 |                        |                        |   |  |                   |                   |
|  | Kenya             | 0                 |                   | Viêt Nam          | 3                      |                        |   |  |                   |                   |
|  | Kenya             | 0                 |                   | Viêt Nam          | 3                      |                        |   |  |                   |                   |
|  |                   |                   |                   |                   |                        |                        |   |  | Belgique          | 1                 |
|  |                   |                   |                   |                   |                        |                        |   |  | Belgique          | 1                 |

## Classement final
| Rang               | Équipe      |
| ------------------ | ----------- |
| Médaille d'or      | Tchéquie    |
| Médaille d'argent  | Porto Rico  |
| Médaille de bronze | Viêt Nam    |
| 4                  | Belgique    |
| 5                  | Kenya       |
| 6                  | Suède       |
| 7                  | Philippines |
| 8                  | Argentine   |

- Qualifiée pour la Ligue des nations 2025.

## Sources
1. ↑  (en-US) « China and the Philippines set to host Volleyball Challenger Cup 2024 – FIVB » (consulté le 8 août 2024)
2. ↑  (en) volleyballworld.com, « Czechia triumph as first-time Challenger Cup winners and qualify for VNL 2025! », sur volleyballworld.com (consulté le 8 août 2024)
3. 1 2  (en) volleyballworld.com, « Big volleyball back to Manila for Volleyball Challenger Cup’s last edition », sur volleyballworld.com (consulté le 8 août 2024)
4. ↑  (en) volleyballworld.com, « Vietnam defend continental trophy, qualify for Challenger Cup again », sur volleyballworld.com (consulté le 8 août 2024)
5. ↑  (en) volleyballworld.com, « China and the Philippines set to host Volleyball Challenger Cup 2024 », sur volleyballworld.com (consulté le 8 août 2024)
6. ↑  (en) volleyballworld.com, « Puerto Rican women and Mexican men qualify for Challenger Cup 2024 », sur volleyballworld.com (consulté le 8 août 2024)
7. ↑  (en) volleyballworld.com, « Four European squads book spots at Volleyball Challenger Cup », sur volleyballworld.com (consulté le 8 août 2024)
8. ↑  (en) volleyballworld.com, « COMPETITION FORMULA – 2024 Volleyball Challenger Cup », sur volleyballworld.com (consulté le 8 août 2024)